# Dialogo del Reggimento di Firenze
Il Dialogo del Reggimento di Firenze è un trattato di tema politico articolato in due libri composto tra il 1521 e il 1526 da Francesco Guicciardini.

## Descrizione
L'opera è un dialogo diviso in due libri. Interlocutori sono Piero Guicciardini (padre di Francesco, con ruolo di moderatore), Bernardo Del Nero (che sostiene le idee dell'autore), Pier Capponi (sostenitore degli ottimati) e Paolo Antonio Soderini (sostenitore di Savonarola e dei popolari). Il dialogo è ambientato nel 1494 l'anno della discesa di Carlo VIII in Italia e la prima espulsione dei Medici da Firenze.
L'autore passa in rassegna le varie forme di governo con l'intento di individuare la migliore. L'opera è divisa in due libri: nel primo vengono discussi alcuni presupposti teorici dell'indagine storica, nel secondo viene articolata meglio, rispetto al Discorso di Logrogno, la proposta di un ordinamento repubblicano misto.